# 陳伯礼
陳伯礼（陳伯禮、ちん はくれい、生没年不詳）は、南朝陳の皇族。武陵王。文帝陳蒨の十男。字は用之。

## 経歴
陳蒨と韓脩華のあいだの子として生まれた。天嘉6年（565年）12月、武陵王に封じられた。太建元年（569年）、雲旗将軍・持節・都督呉興諸軍事・呉興郡太守に任じられた。郡においてほしいままに暴行をはたらき、民衆の財貨を侵奪した。太建9年（577年）、官吏の弾劾を受けたが、宣帝は伯礼が年少であることから免罪し、再犯することがあれば必ず法によって処断すると宣告した。太建11年（579年）春、召還の命が下ったが、伯礼は言を左右にして引き延ばし、出立しようとしなかった。この年の10月、御史中丞の徐君敷は伯礼を免官して王邸に蟄居させるよう上奏し、宣帝はこれを認めた。禎明3年（589年）、陳が滅亡すると、伯礼は関中に入った。
隋の大業年間に散騎侍郎・臨洮郡太守となった。

## 伝記資料
- 『陳書』巻28 列伝第22
- 『南史』巻65 列伝第55